# Gugney-aux-Aulx
Gugney-aux-Aulx é uma comuna francesa na região administrativa do Grande Leste, no departamento de Vosges. Estende-se por uma área de 8.67 km². Em 2010 a comuna tinha 168 habitantes (densidade: 19,4 hab./km²).